# Thornton Tomasetti
Thornton Tomasetti (antiguamente Thornton-Tomasetti Group, Thornton Tomasetti Engineers, Lev Zetlin & Associates y LZA Technology) es una empresa de ingeniería con sede en Nueva York. La empresa tiene más de cincuenta oficinas en todo el mundo y más de mil quinientos trabajadores. Aproximadamente la quinta parte de sus empleados son profesionales acreditados por LEED. Thornton Tomasetti fue la primera empresa de ingeniería que firmó el compromiso 2030 de la AIA para la sostenibilidad.
La empresa tiene experiencia en ingeniería de estructuras, ingeniería de fachadas, ciencia forense, renovación, ingeniería de la construcción, consultoría de pérdidas de propiedad, sostenibilidad, ciencia aplicada, diseño protector y transporte. Ha diseñado la estructura de varios de los edificios más altos del mundo, incluidas las Torres Petronas de Kuala Lumpur (Malasia) y el Taipei 101 de Taipéi (Taiwán). Otras estructuras diseñadas por la firma son Soldier Field en Chicago, Petco Park en San Diego y la Biblioteca Pública de Mineápolis. Entre otros arquitectos de renombre, Thornton Tomasetti ha colaborado con César Pelli, Santiago Calatrava, Renzo Piano y Rafael Viñoly.

## Historia
La empresa empezó a usar el nombre Thornton Tomasetti en 1975, cuando Charlie Thornton y Richard Tomasetti compraron Lev Zetlin & Associates (LZA) a Gable Industries, a quien Lev Zetlin había vendido LZA en 1971. Thornton Tomasetti empezó inmediatamente a diversificarse y a entrar en el mercado de los rascacielos con varios diseños innovadores.

### Oficina de Nueva York
La oficina de Nueva York empezó esencialmente en 1956 como Lev Zetlin & Associates (LZA), y fue fundada por Lev Zetlin tras la finalización de su doctorado en la Universidad Cornell. Zetlin fue pionero en el uso del sistema de techo de rueda de bicicleta de doble capa usado en el Utica Memorial Auditorium, así como de los techos hiperbólicos usados en los grandes hangares de American Airlines en los aeropuertos de Los Ángeles y San Francisco. Lev Zetlin también abrazó el uso creativo de los materiales, demostrándolo especialmente en el diseño de un puente realizado enteramente con productos de papel para un anuncio de International Paper.

### Oficina de Chicago

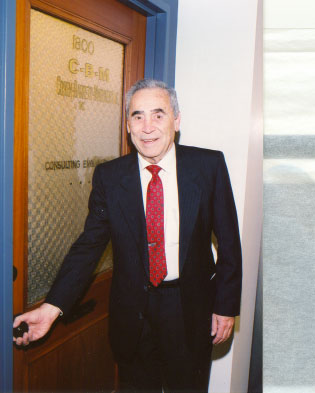
Eli Cohen.

En 1993, Thornton Tomasetti compró Cohen-Barreto-Marchertas (CBM) y creó una oficina en Chicago. Fundada en 1965 por Eli Cohen, CBM fue pionera en el uso del ahora frecuente sistema estructural compuesto, que combina un núcleo de hormigón armado (para resistir las cargas laterales) con una estructura ligera de acero para las plantas. La construcción de edificios de cincuenta o sesenta plantas se hizo más factible y eficiente debido a que la estructura más ligera reducía el tiempo y el coste de la construcción, y permitía grandes espacios sin columnas, dando a los arquitectos una mayor libertad para su expresión. A principios de los años sesenta, la adaptación de Cohen de las torres de refrigeración de hormigón a los rascacielos de oficinas exigió un cambio en la manera en la que funcionaban los sindicatos. Hasta esa época, los contratos de los soldadores prohibían que los miembros de otros oficios trabajaran a mayores alturas en las obras. Pero el sistema propuesto fue revisado con ellos y finalmente permitieron que los trabajadores del hormigón trabajaran por encima de ellos.

### Fusión con Weidlinger Associates
El 8 de septiembre de 2015, Thornton Tomasetti anunció que se había fusionado con la empresa de ingeniería estructural Weidlinger Associates. La empresa fusionada pasó a tener mil doscientos trabajadores en treinta y cuatro ciudades de todo el mundo, y adoptó el nombre de Thornton Tomasetti.

## Proyectos

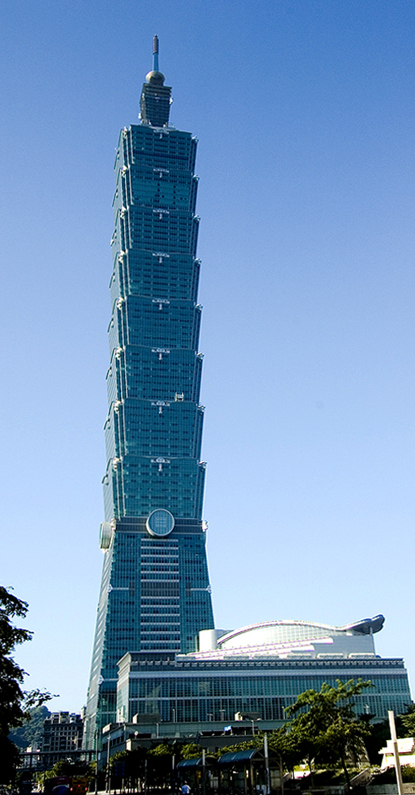
Taipei 101.

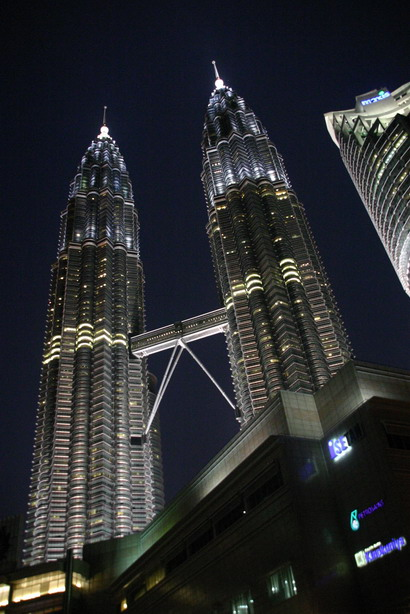
Torres Petronas.

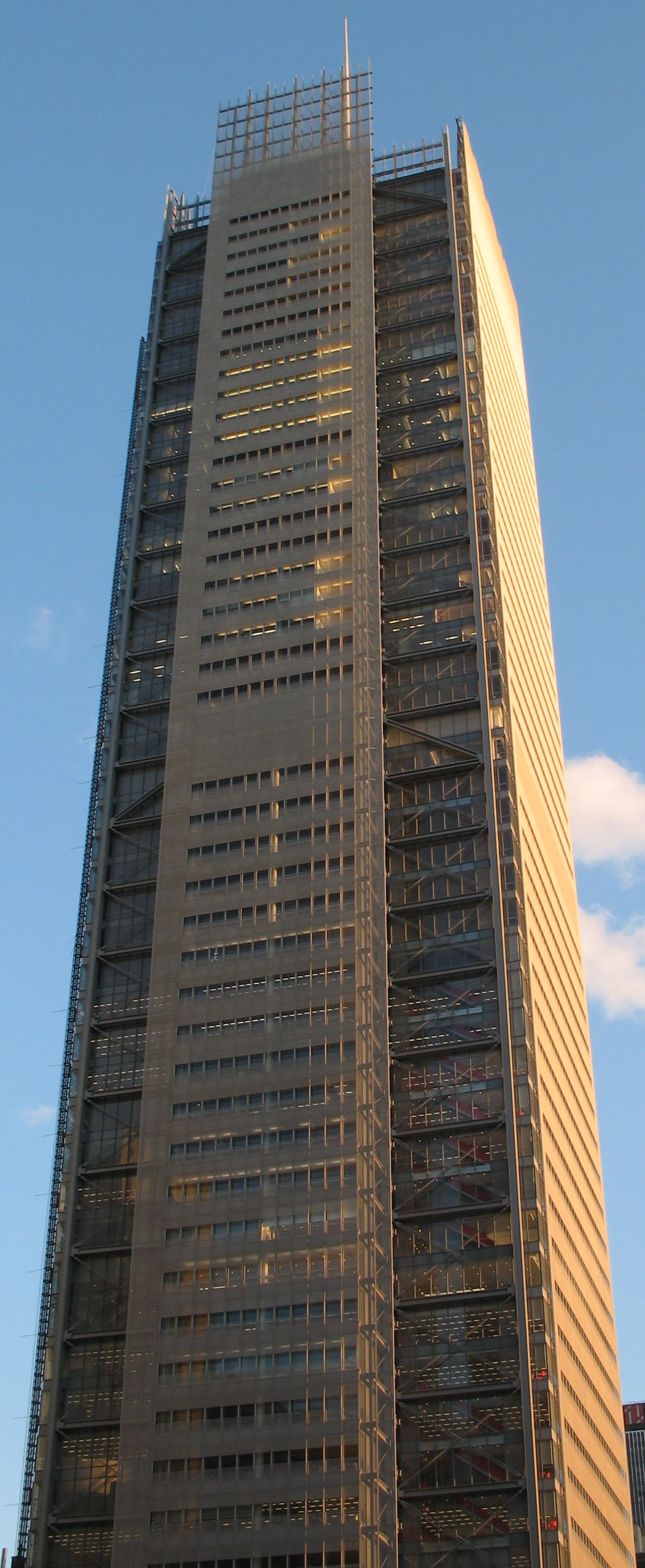
The New York Times Building.

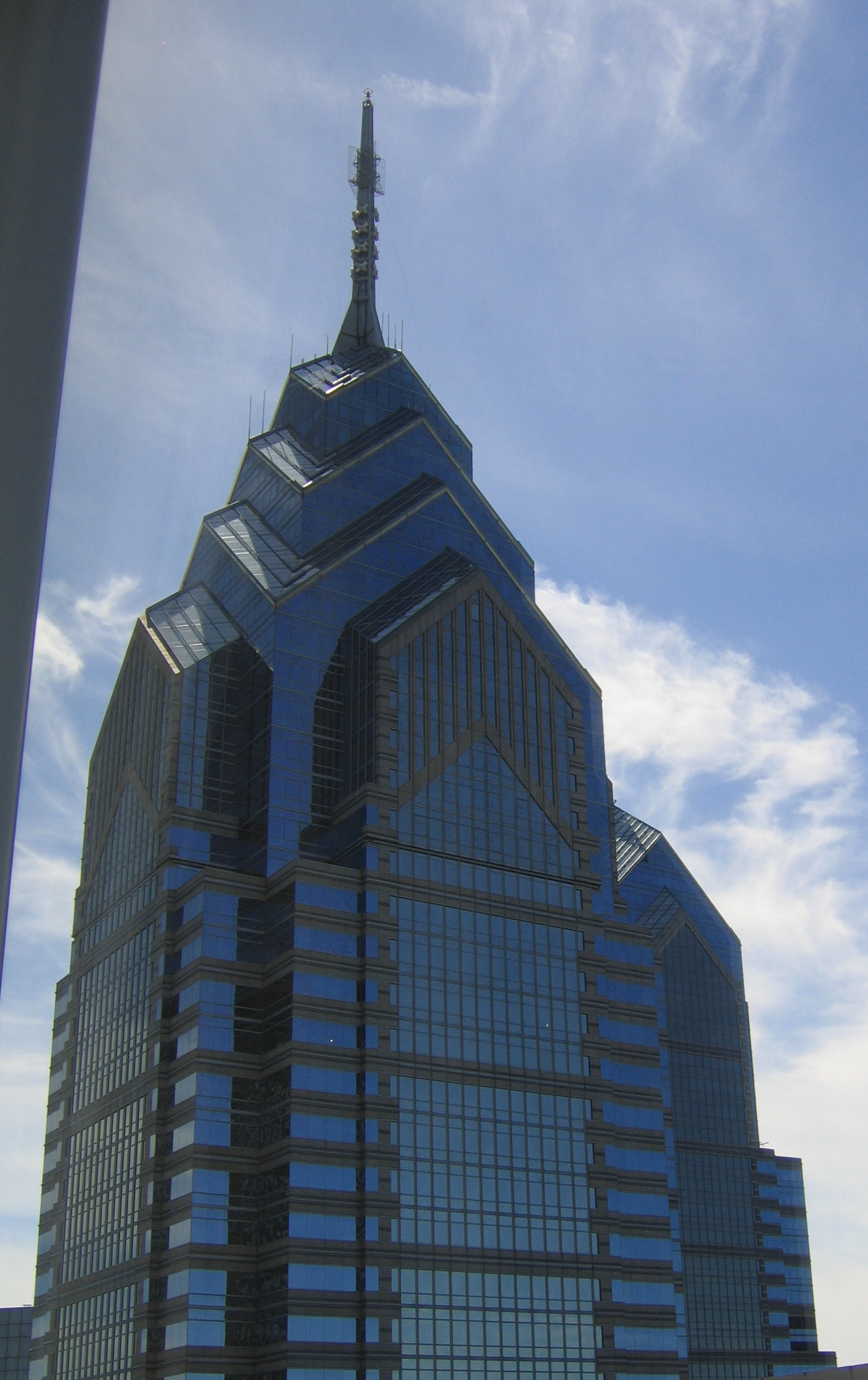
One Liberty Place.

### Rascacielos, edificios y estructuras
- 1111 South Wabash, Chicago
- 181 West Madison, Chicago
- 191 North Wacker, Chicago
- 30 Hudson Street, Jersey City, Nueva Jersey
- 30 West Oak, Chicago
- 401 East Ontario, Chicago
- 420 Fifth Avenue, Nueva York
- 5 Times Square, Nueva York
- 546 Fifth Avenue, Nueva York
- 55 East Erie, Chicago
- 550 West Jackson, Chicago
- 599 Lexington Avenue, Nueva York
- 717 Texas Avenue, Houston, Texas
- 745 Seventh Avenue, Nueva York
- 840 North Lake Shore Drive, Chicago
- 855 Avenue Of The Americas, Nueva York
- ABN AMRO Plaza, Chicago
- AMA Building, Chicago
- Americas Tower, Nueva York
- Block A & Block C, MGM CityCenter – CityCenter, Las Vegas, Nevada
- Block 21, Austin, Texas
- Bloomberg Tower, 731 Lexington Avenue, Nueva York
- CBS 2 Broadcast Center, Chicago
- Chase Center, Chicago
- Chifley Tower, Sídney, Australia
- Children's Museum of Los Angeles, Los Ángeles
- Citicorp Center, Chicago, Illinois
- City View Tower, Chicago, Illinois
- Conrad Chicago Hotel, Chicago
- Comcast Center, Filadelfia
- Continental Center, Nueva York
- Deep Space Auditorium, Verona, Wisconsin
- Embassy Suites, Nueva York
- Erie on the Park, Chicago
- Eurasia, Moscú
- Bashnya Federatsiya, Moscú
- Fifty South Sixth, Mineápolis
- Furman Hall, Nueva York
- Great American Tower at Queen City Square, Cincinnati
- Harborside Financial Center Plaza 5 & Plaza 10, Jersey City, Nueva Jersey
- Hilton New Orleans Riverside, Nueva Orleans
- Kingsbury on the Park, Chicago
- Lehman Brothers Building, Nueva York
- Leo Burnett Building, Chicago
- Lotte Center, Hanói, Vietnam
- McMahon Hall of Fordham University, Nueva York
- Menara Maxis, Kuala Lumpur, Malasia
- Hwaseong Dongtan Metapolis, Hwaseong, Corea del Sur
- Biblioteca Pública de Mineápolis, Mineápolis
- Miranova Condominiums, Columbus, Ohio
- Museo de Arte Moderno de Fort Worth, Fort Worth, Texas
- The New York Times Building, Nueva York
- One Indiana Square, Indianápolis
- One Liberty Place, Filadelfia
- One Mellon Bank Center, Pittsburgh
- One Pennsylvania Plaza, Filadelfia
- Optima Horizons, Evanston, Illinois
- Optima Towers, Evanston, Illinois
- Overture Center, Madison, Wisconsin
- Palazzo Lombardia, Milán, Italia
- Park Alexandria, Chicago
- Torres Petronas, Kuala Lumpur, Malasia
- Plaza 66, Shanghái, China
- Prentice Women's Hospital, Chicago
- R R Donnely Building, Chicago
- Random House World Headquarters, Nueva York
- Taipei 101, Taipéi, Taiwán
- Tencent Headquarters, Shenzhen, China
- The Clare at Water Tower, Chicago
- The Edge, Brooklyn, Nueva York
- The Westport, Nueva York
- The Plaza at PPL Center, Allentown, Pensilvania
- Times Square Tower, Nueva York
- One North Wacker, Chicago, Illinois
- University of Chicago Graduate School of Business Building, Chicago, Illinois
- We've the Zenith, Busan, Corea del Sur
- Westin Hotel at Copley Place, Boston
- Winspear Opera House, Dallas
- Comcast Technology Center, Filadelfia, Pensilvania
- Ping An Finance Center, Shenzhen, China
- San Francisco Transbay Terminal, San Francisco
- Torre de Shanghái, Shanghái, China
- SOCAR Tower, Bakú, Azerbaiyán
- VIA 57 West, Nueva York
- Wilshire Grand Center, Los Ángeles

### Estadios y centros de convenciones
- American Airlines Arena, Miami

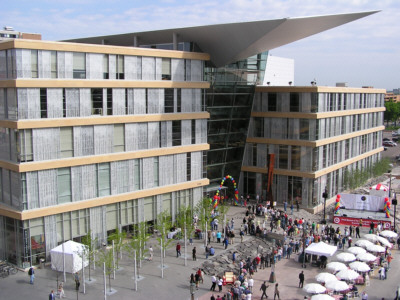
La nueva Biblioteca Pública de Mineápolis, diseñada por César Pelli y completada en 2006.

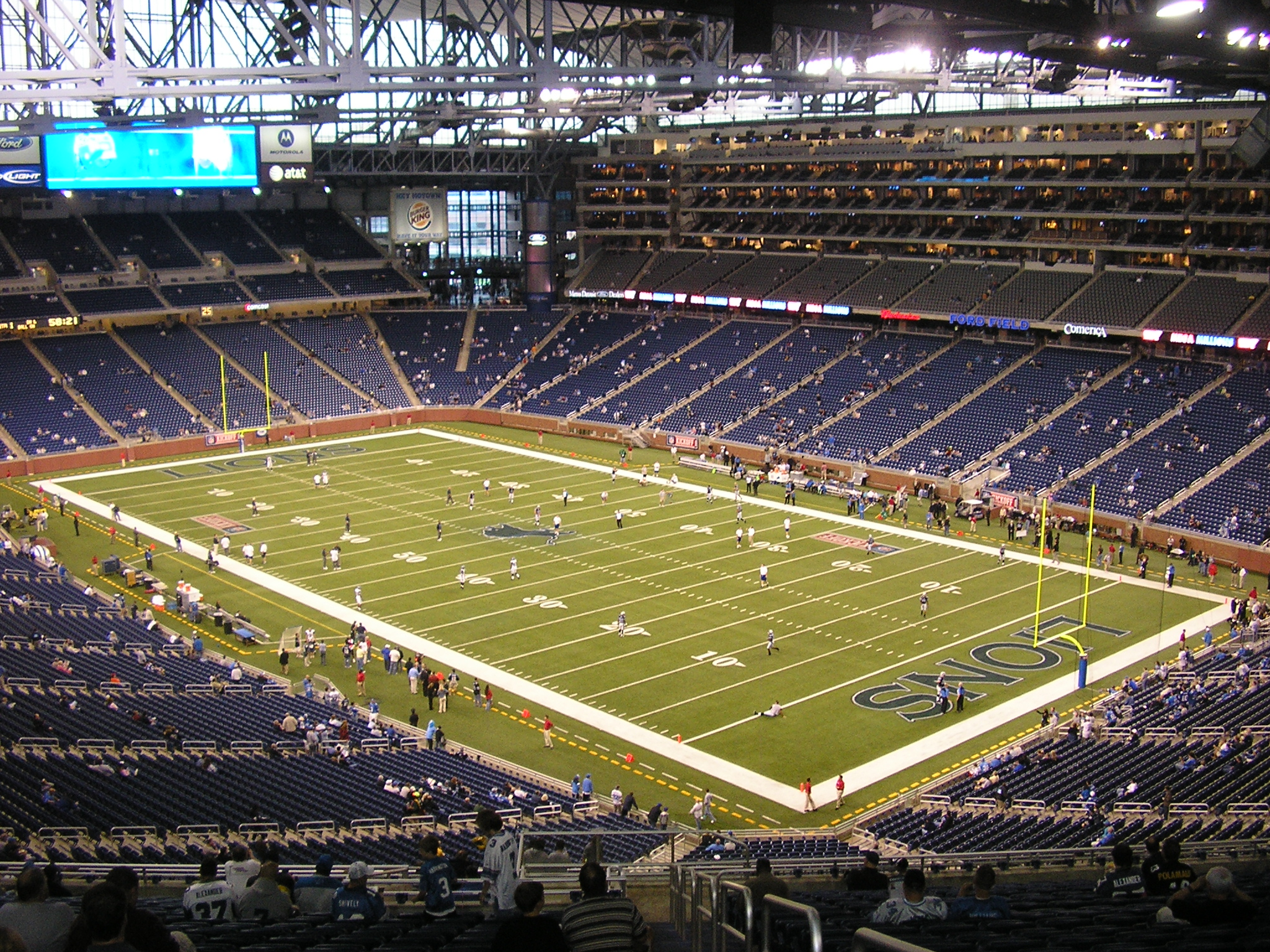
Ford Field.

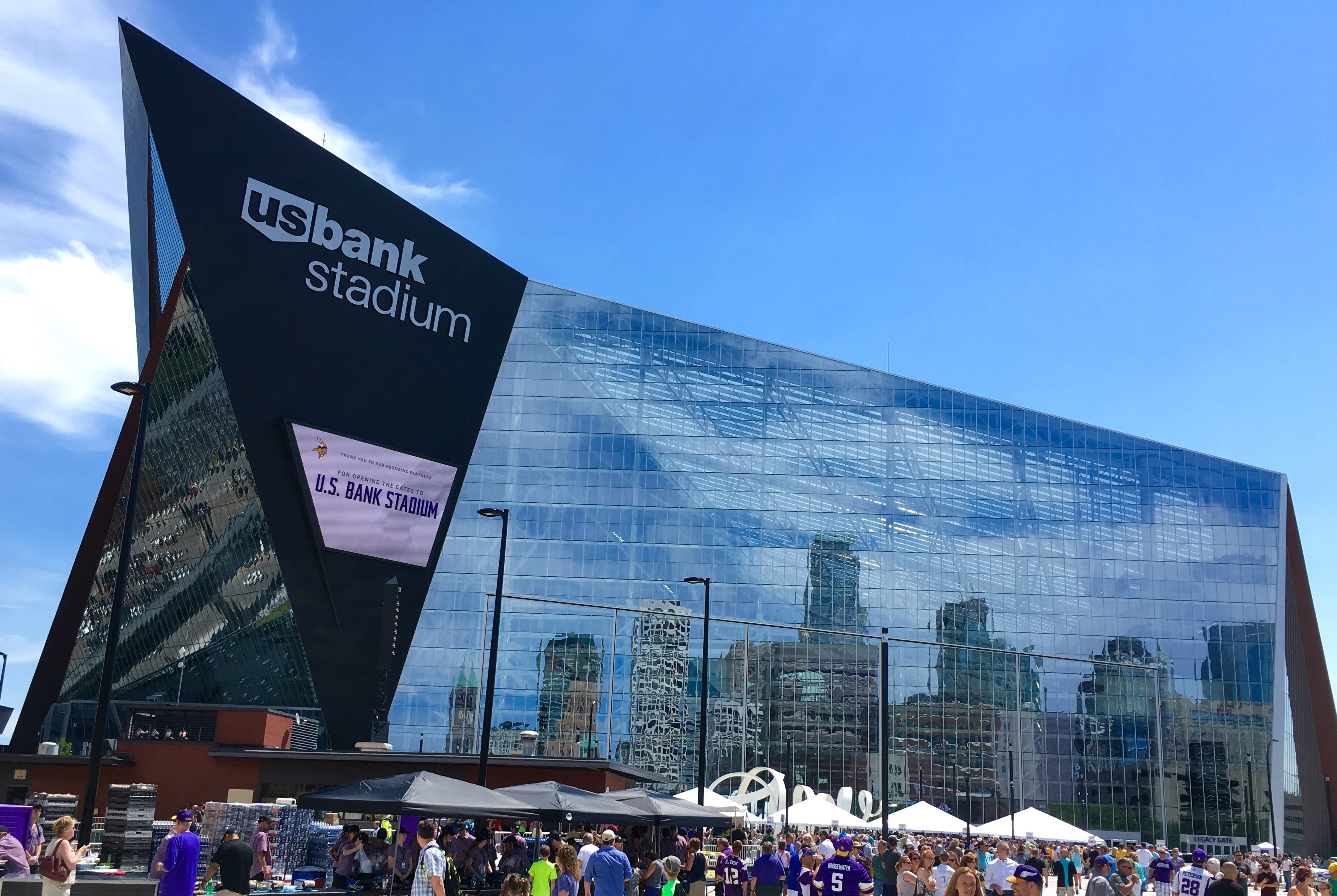
U.S. Bank Stadium.

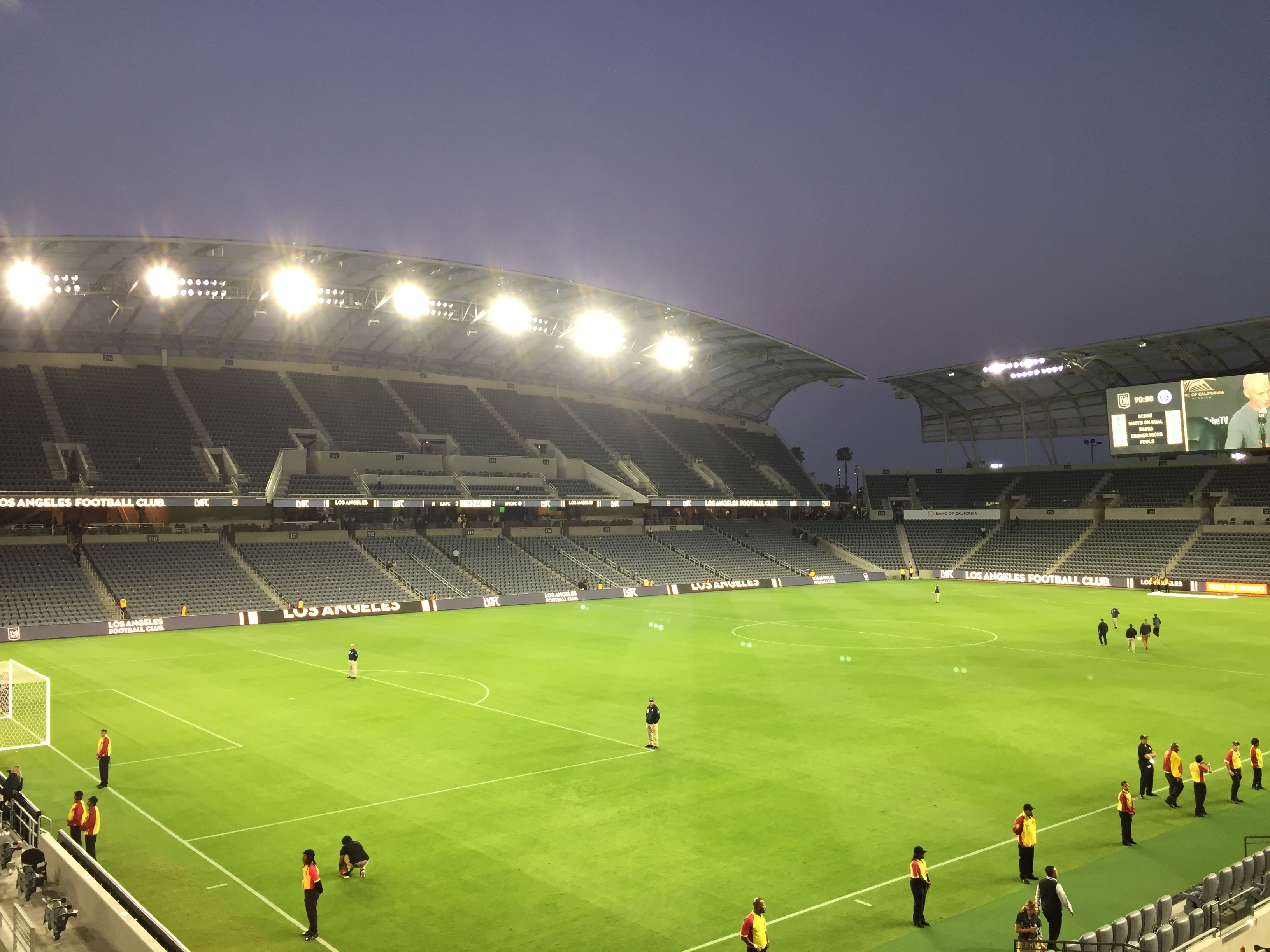
Banc of California Stadium.

- Arvest Ballpark. Springdale, Arkansas
- AT&T Park, San Francisco
- Estadio Olímpico de Bakú, Bakú, Azerbaiyán
- Banc of California Stadium, Los Ángeles, California
- Barclays Center, Brooklyn, Nueva York
- Basra Sports City, Basra, Irak
- BOK Center, Tulsa, Oklahoma
- Bridgestone Arena, Nashville, Tennessee
- Children's Mercy Park, Kansas City, Kansas
- PPG Paints Arena, Pittsburgh
- Ford Center, Evansville, Indiana
- Ford Field, Detroit, Míchigan
- Golden 1 Center, Sacramento, California
- Honda Center, Anaheim, California
- Kohl Center, Madison, Wisconsin
- MetLife Stadium, East Rutherford, Nueva Jersey
- Nationals Park, Washington D. C.
- Nationwide Arena, Columbus, Ohio
- Pepsi Center, Denver
- Petco Park, San Diego
- Philips Arena, Atlanta
- PNC Park, Pittsburgh
- Prudential Center, Newark, Nueva Jersey
- Rogers Place, Edmonton, Canadá
- Soldier Field, Chicago
- United Center, Chicago
- U.S. Cellular Field, Chicago
- U.S. Bank Stadium, Mineápolis
- Videotron Centre, Quebec City
- Yankee Stadium, Nueva York

### Renovación y rehabilitación
- Edificio Chrysler – Rehabilitación de la fachada, Nueva York
- Capitolio de los Estados Unidos – Rehabilitación de la estructura de la cúpula, Washington D. C.
- Monumento a Washington – Renovación, Washington D. C.
- Winter Garden Theatre – Reparación de la estructura, Nueva York

### Ciencia forense, investigación y consultoría de pérdidas de propiedad
- Derrumbe del puente I-35W del río Misisipi, Mineápolis, Minesota
- Derrumbe del escenario de la Indiana State Fair
- Investigación del Miller Park, Milwaukee, Wisconsin
- Respuesta a CAT-90 Sandy, Nueva York, Nueva Jersey y Connecticut
- Derrumbe del aparcamiento Tropicana, Atlantic City, Nueva Jersey
- Respuesta al desastre del World Trade Center, New York

### En construcción o proyecto
- Incheon Tower, Incheon, Corea del Sur
- Baha Mar, Bahamas
- Diamond of Istanbul, Estambul, Turquía
- Jeddah Tower, Jeddah, Arabia Saudí
- Kohinoor Square, Bombay, India
- Moscow International Business Center Lot 13, Moscú
- Museo del Entorno Construido, Riad, Arabia Saudí
- One Broadway Plaza, Santa Ana, California
- Signature Tower Jakarta, Yakarta, Indonesia
- Wuhan Greenland Center, Wuhan, China

## Proyectos sociales
Además de fundar Thornton Tomasetti, Charlie Thornton fundó The ACE Mentor Program, una organización sin ánimo de lucro creada para informar y motivar a estudiantes hacia la arquitectura, la construcción, la ingeniería y carreras relacionadas proporcionando mentorías para futuros diseñadores y constructores. En 2008 Thornton fue galardonado con el Premio Henry C. Turner a la Innovación en las Tecnologías de la Construcción del National Building Museum por su trabajo con este programa.